# Col Tzecore
Der Col Tzecore ist ein 1623 m s.l.m. hoher Gebirgspass in der norditalienischen Region Aostatal. Er verbindet Saint-Vincent im Westen mit Challand-Saint-Anselme im Osten und verläuft parallel zum Col de Joux.

## Auffahrt
Die Westauffahrt erfolgt von Saint-Vincent, wobei die erste Hälfte des Anstiegs entweder über die SR33 oder SR7 absolviert werden kann. Die Auffahrt über die SR33 führt durch die Ortschaften Moron, Grun und Salirod, ehe man rechts auf die SR7 abzweigt. Die Auffahrt über die SR7 hingegen führt durch Émarèse und Érésaz. 4,2 Kilometer vor der Passhöhe erreicht man die eigentliche Passstraße des Col Tzecore, die auf einer Länge von 4,2 Kilometern mit rund 7,1 % ansteigt. Je nachdem ob man den unteren Teil auf der SR33 oder SR7 absolviert, weist der Pass von Saint-Vincent auf einer Länge von 14,9 bzw. 14 Kilometern eine Durchschnittssteigung von 6,9 % bzw. 7,3 % auf.
Die Ostauffahrt erfolgt von Challand-Saint-Anselme im Val d’Ayas, wobei der eigentliche Anstieg bereits in Verrès im Aostatal beginnt. Von hier verlaufen die ersten 9,7 Kilometer bei rund 7 % auf der SR45, wobei es durch Villa-Nabian, Châtaignère-Viran, Corliod und Tilly geht. Die letzten 6,4 Kilometer führen auf einer schmalen Straße über mehrere Kehren auf die Passhöhe. Nach der kleinen Ortschaft Orbeillaz folgen zwei Kilometer mit Steigungsschnitten jenseits der 10 %-Marke, ehe die Straße auf den letzten Kilometern wieder auf 7 % abflacht. Insgesamt weist die Auffahrt von Challand-Saint-Anselme eine durchschnittliche Steigung von 9 % auf.

## Radsport
Im Jahr 2018 führte der Giro d’Italia erstmals über den Col Tzecore nachdem der nahegelegenen Col de Joux bereits im Jahr 1962 überquert wurde. Die Erstbefahrung erfolgte dabei vom östlichen Challand-Saint-Anselme, wobei die Steigung bereits in Verrès begann. Der Col Tzecore stellte damals eine Bergwertung der 1. Kategorie dar, ehe es über den Col Saint Pantaléon zur abschließenden Bergankunft nach Cervinia ging. Als Erster erreichte der Italiener Giulio Ciccone die Passhöhe.
Beim Giro d’Italia 2025 soll der Col Tzecore erneut über die Ostauffahrt erreicht werden. Danach führt die 19. Etappe über den Col Saint Pantaléon und Col de Joux ins Val d’Ayas, wo sich das Ziel in Champoluc befindet.
| Jahr | Etappe     | Bergwertung  | Fahrer         | Auffahrt         |
| ---- | ---------- | ------------ | -------------- | ---------------- |
| 2018 | 20. Etappe | 1. Kategorie | Giulio Ciccone | Ost (von Verrès) |
| 2025 | 19. Etappe | 1. Kategorie |                | Ost (von Verrès) |